# Kataysky (huyện)
Huyện Kataysky (tiếng Nga: Катайский район) là một huyện hành chính tự quản (raion), của Tỉnh Kurgan, Nga. Huyện có diện tích 2743 kilômét vuông, dân số thời điểm ngày 1 tháng 1 năm 2000 là 30800 người. Trung tâm của huyện đóng ở Kataysk.